# Ian Eliason
Ian Eliason (ur. 6 czerwca 1945 w Kaponga, zm. 24 lutego 2019 w New Plymouth) – nowozelandzki rugbysta grający na pozycji wspieracza, reprezentant kraju, następnie trener i działacz sportowy.
W trakcie kariery sportowej reprezentował lokalny klub Kaponga, a także region Taranaki. Zadebiutował w regionalnych barwach w wieku dziewiętnastu lat, a ostatni mecz rozegrał w wieku lat trzydziestu sześciu, a w tym czasie rozegrał 222 mecze – w tym setny i dwusetny uczcił zwycięstwem przeciwko odpowiednio Anglikom i Włochom. Wyrównał tym samym rekord w liczbie występów, który dotychczas dzierżył Fergie McCormick z Canterbury – prócz nich granicę dwustu spotkań na regionalnym poziomie przekroczyli jedynie Alan Dawson z Counties Manukau i Alex Wyllie, także z Canterbury.
Dla nowozelandzkiej reprezentacji w latach 1972–1973 podczas meczów w Nowej Zelandii oraz tournée po półkuli północnej rozegrał dziewiętnaście spotkań, nie wystąpił jednak w żadnym testmeczu. Drogę do większej liczby meczów blokowali mu preferowani początkowo Colin Meads, Stan Meads, Sam Strahan i Alan Smith, a w późniejszym okresie Andy Haden, Peter Whiting i Hamish Macdonald.
Po zakończeniu kariery sportowej trenował Kaponga Rugby Club, był także prezesem Taranaki Rugby Football Union.
Był właścicielem farmy. Żonaty z Ngaire, trójka dzieci.